# Hasarius
O gênero Hasarius é um grupo de aranhas saltadoras que pertencem à família Salticidae. Essas aranhas são conhecidas por sua habilidade de saltar grandes distâncias em relação ao seu tamanho, o que as torna fascinantes e únicas. As aranhas do gênero Hasarius podem ser encontradas em várias partes do mundo, dependendo da espécie específica. Elas geralmente preferem ambientes variados, desde áreas urbanas até habitats naturais como florestas e campos.
As aranhas do gênero Hasarius têm um corpo geralmente pequeno a médio, com cores variadas que podem incluir tons de marrom, preto, branco e cinza. Como todas as aranhas saltadoras, elas têm oito olhos, com os olhos principais sendo maiores e mais proeminentes. Isso lhes dá uma visão excelente, crucial para caçar e navegar.
Como predadoras de insetos, essas aranhas desempenham um papel importante no controle de populações de pragas, ajudando a manter o equilíbrio ecológico.